# Cordón

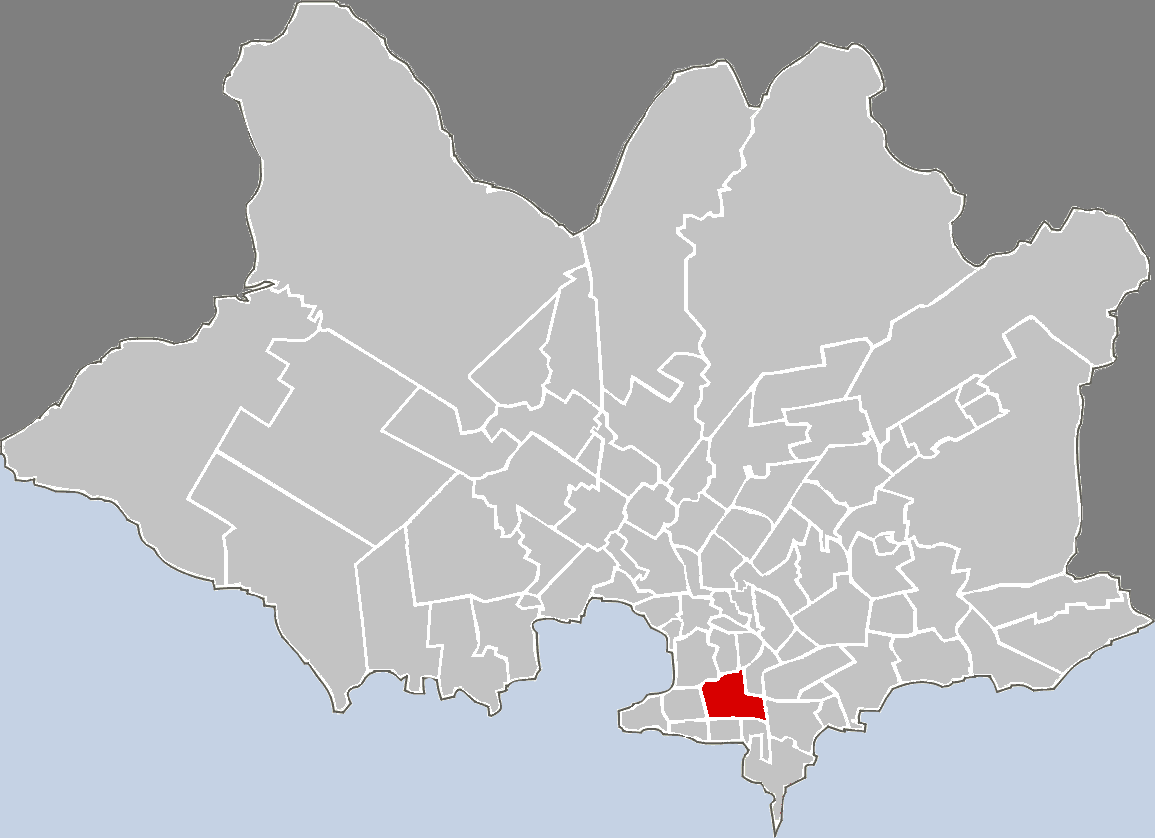
Lage von Cordón in Montevideo

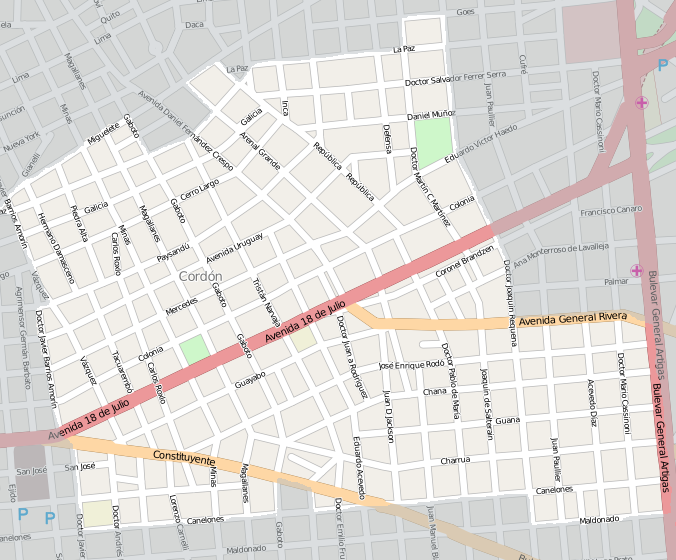
Plan Cordóns

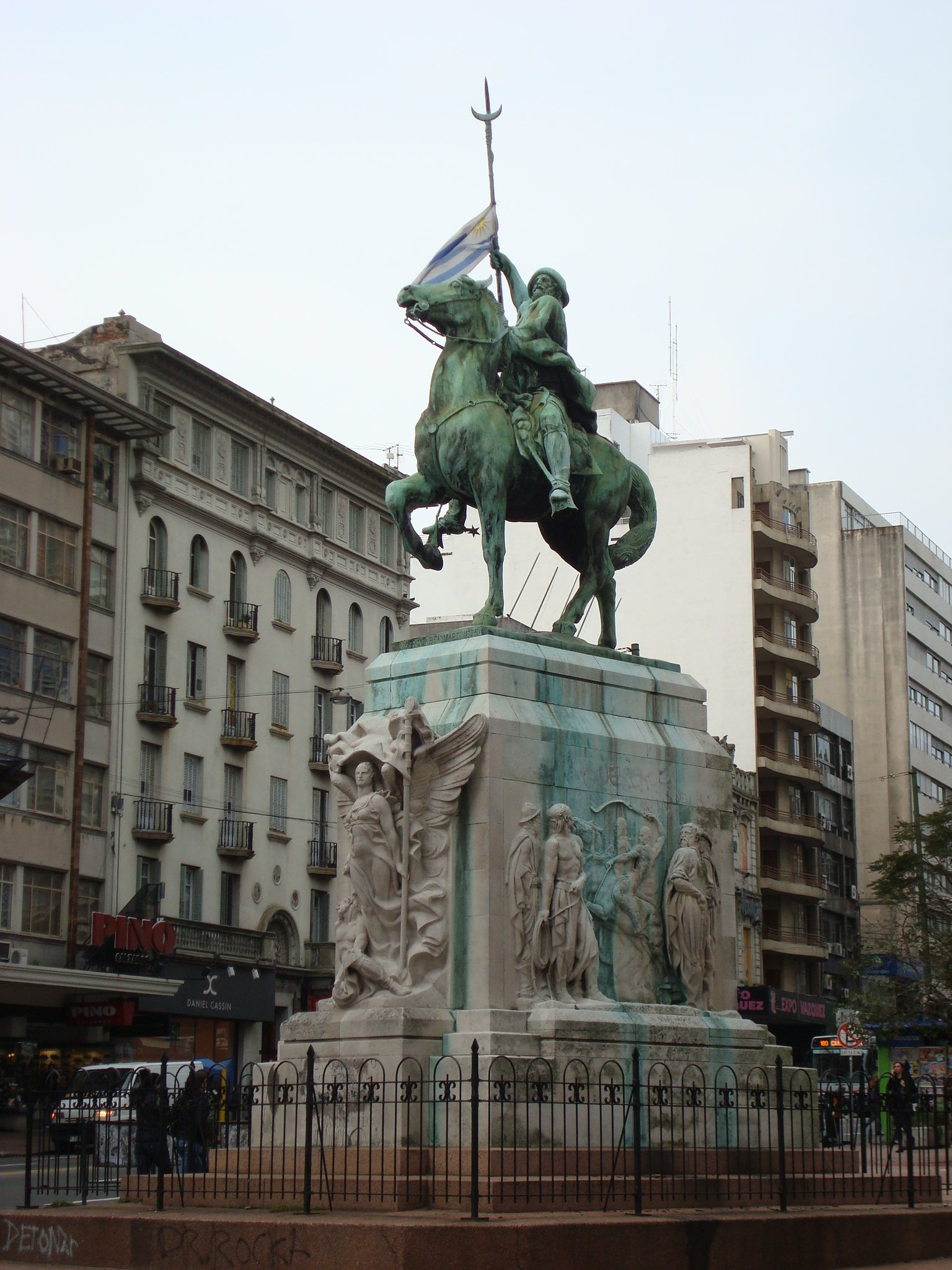
Das Gaucho-Denkmal an der Constituyente

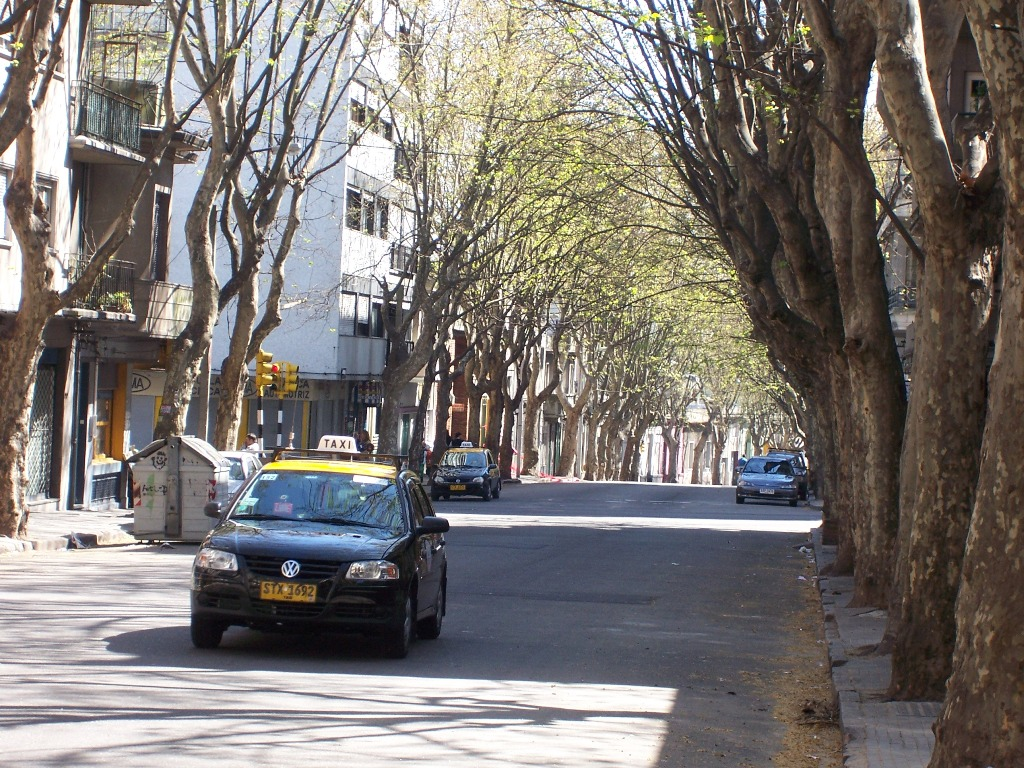
Calle Dr.Juan Paullier in Cordón

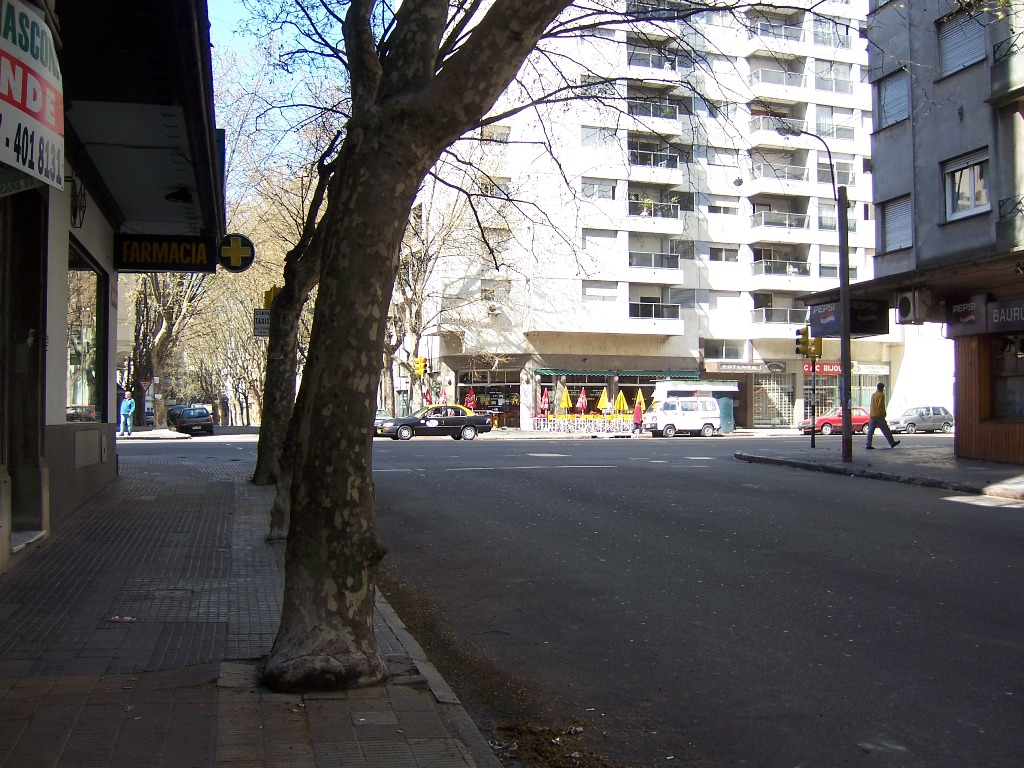
Kreuzung der Avenida 18 de Julio mit der Calle Dr.Juan Paullier in Cordón

Cordón ist ein Stadtviertel (Barrio) der uruguayischen Hauptstadt Montevideo.

## Lage
Das zentral in der Stadt gelegene, von Bartolomé Mitre gegründete Viertel befindet sich östlich des Barrio Centro. An die südwestliche Spitze des Gebiets schließt das Barrio Sur an. Im Süden Cordóns liegen die Stadtteile Palermo und Parque Rodó. Östlich grenzt Pocitos und Tres Cruces an und auch Parque Batlle-Villa Dolores ist nur durch eine Straßenkreuzung vom Barrio Cordón getrennt, während im Norden die Barrios La Comercial, Villa Muñoz – Retiro und La Aguada gelegen sind.
Folgende Straßen dienen der Abgrenzung des Gebietes des Stadtteils Cordón von seinen Nachbarbarrios: Im Westen ist dies die Straße Dr. Barrios Amorín, im Norden erfüllt diese Funktion eine Verbindung der Straßen Miguelete, Gaboto, La Paz, Arenal Grande, Miguelete, República, La Paz, Dr. Martín C. Martínez und Goes. Den östlichen Stadtteilrand markieren die Dr. Joaquín Requena, die Avenida Gral. Fructuoso Rivera und der Bulevar Artigas, während im Süden diese Aufgabe die Maldonado, Dr. Joaquín Requena, Canelones, Yaro, Constituyente, Gaboto und Canelones übernehmen.
Das Gebiet von Cordón ist dem Municipio B zugeordnet.

## Einwohner
Derzeit sind hier 42.063 Einwohner zu verzeichnen, wovon 24.034 weiblichen und 18.029 männlichen Geschlechts sind. (Stand: 2005)

## Infrastruktur und Beschreibung
In Cordón ist der Zentrale der Banco Hipotecario del Uruguay, der neue und alte Sitz der Banco de Previsión Social, die Nationale Meteorologie-Direktion sowie das Instituto Alfredo Vázquez Acevedo (IAVA) und das Instituto de Jubilaciones y Pensiones Civiles beheimatet. Weitere bedeutende Punkte des Viertels sind etwa der Plaza de los Treinta y Tres (Plaza Artola), der Parque Liber Seregni, das denkmalgeschützte CASMU Sanatorio Dr. Carlos María Fosalba, die Feuerwache Cuartel de Bomberos, das Casa del Partido Colorado und das Edificio del Notariado, in dem der uruguayische Verband der Notare Asociación de Escribanos del Uruguay seinen Sitz hat. Am äußersten westlichen Punkt Cordóns, an dem die Avenida 18 de Julio in das Viertel eintritt und von der sich wenig später die Constituyente in südöstliche Richtung führend abspaltet, erhebt sich auf der dortigen Plazuela Lorenzo Justiniano Pérez das 1927 von José Luis Zorrilla de San Martín geschaffene Gaucho-Denkmal (Monumento al Gaucho) aus Bronze. Ferner liegt am durch das Viertel führenden Teilstück des Bulevar Artigas das als Nunciatura Apostólica bezeichnete Gebäude. Dort befindet sich der Sitz der Apostolischen Nuntiatur in Montevideo. Ebenso das Casa Barreira, in dem die Abordnung der Europäischen Kommission untergebracht ist, wie auch das Edificio Champ Elysées und am Kreuzungspunkt mit der Avenida General Fructuoso Rivera der Torre de los Caudillos sind an diesem Abschnitt des Bulevar zu finden. Zudem hat die Alliance française dort mit der Alliance Française de Montevideo eine Niederlassung.

### Bildung
Des Weiteren befindet sich im Viertel der Sitz der Universidad de la República, deren psychologische, geistes- und naturwissenschaftliche, sozialwissenschaftliche und juristische Fakultäten im Barrio ebenso zugegen sind wie die Escuela Universitaria de Música (UdelaR) und das Gebäude der Nationalbibliothek (Biblioteca Nacional). Die UTU ist mit der CETP-UTU Escuela de Comunicación Social y Diseño Gráfico ebenfalls in Cordón vertreten. Überdies ist auch die städtische Schauspielschule, die am 14. November 1949 gegründete Escuela Municipal de Arte Dramático "Margarita Xirgu" (EMAD) im Viertel beheimatet. Dort wurde die neue Heimstätte der Schauspielschule, deren künstlerische Leitung Mariana Percovich innehat, am 26. März 2009 eröffnet. Zu den Schulen des Viertels zählen die Escuela Pública Estados Unidos, die Escuela Pública Artigas und das 2008 eröffnete Liceo N° 68. Das Colegio Seminario, das Colegio José Pedro Varela und das Instituto María Auxiliadora sind ebenfalls hier zu finden.

### Kultur
Auch die Theater El Galpón, Stella d’Italia und das 292 Zuschauern Platz bietende Teatro del Notariado sowie etwa die Galerie Espacio Arte Manfredi sind in Cordón beheimatet. Jeden Sonntag ist das Viertel, das von der Avenida 18 de Julio mittig durchquert wird, überdies Schauplatz eines auch als Touristenattraktion bekannten Marktes, der Feria de Tristán Narvaja.

### Religion
An der Avenida 18 de Julio befindet sich die Kirche von Cordón. Mit der Apostolado de la Oración ist zudem eine weitere religiöse Einrichtung mit ihrer landesweiten Zentrale in diesem Barrio ansässig.

### Sport
Der Sportverein Club Atlético Cordón ist ebenfalls im Barrio beheimatet. Auch findet sich hier die Mehrzwecksporthalle Palacio Peñarol in der unter anderem das Museum des traditionsreichen Fußballvereins Peñarol untergebracht ist, die aber auch für Veranstaltungszwecke genutzt wird.

## Schlacht von Cordón (Combate del Cordón)
Hier lag am 20. Januar 1807, während der zweiten britischen Invasion am Rio de la Plata, anlässlich der Belagerung Montevideos auch der Schauplatz der Schlacht von Cordón zwischen den britischen sowie den die Stadt Montevideo verteidigenden Truppen.

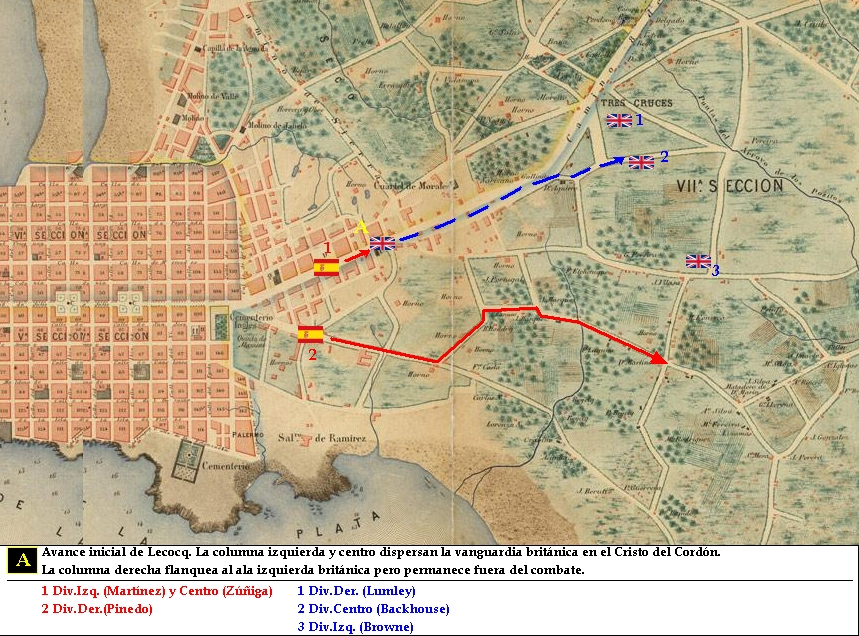
Phase 1 Combate del Cordón
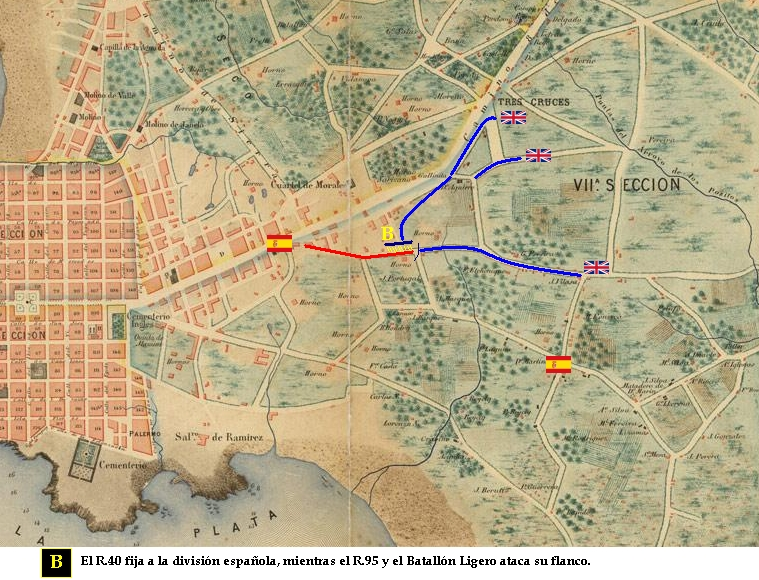
Phase 2 Combate del Cordón